# Moeflon
De moeflon (Ovis gmelinii) is het kleinste wilde schaap. De naam moeflon wordt soms ook per abuis gebruikt voor de argali (Ovis ammon), een verwante soort. Argali's zijn echter groter dan moeflons. De soort wordt ook wel de Aziatische moeflon genoemd om onderscheid te maken met de Europese moeflon (Ovis aries musimon).

## Kenmerken
De moeflon wordt 110 tot 130 centimeter lang, met een zes tot tien centimeter lange staart. De rammen worden groter dan ooien: de ram heeft een gemiddelde schofthoogte van 75 centimeter en een gewicht van 35 tot 50 kilogram, terwijl de ooi een gemiddelde schofthoogte van 65 centimeter en een gewicht van 30 tot 40 kilogram heeft.

## Ondersoorten
- Ovis gmelinii gmelinii, Armeense moeflon, komt voor in Armenië, Azerbeidzjan, Turkije en noordwestelijk Iran.
- Ovis gmelinii isphahanica, isfahanmoeflon, komt voor in centraal Iran.
- Ovis gmelinii laristanica, laristanmoeflon, komt voor in zuidelijk Iran.
- Ovis gmelinii ophion, Cypriotische moeflon

De oerial (Ovis vignei), werd vroeger als ondersoort van de moeflon gezien, maar wordt tegenwoordig als een aparte soort gerekend. De Europese moeflon is waarschijnlijk een oervorm van het schaap dat geïntroduceerd is in Europa en wordt daarom als ondersoort van het schaap gerekend (Ovis aries musimon).

## Voedsel
Moeflons kunnen met een karig dieet toe. Ze eten voornamelijk grassen, twijgen, knoppen, jonge bladeren en 's winters boomschors. Het zijn van nature schuwe dieren, die enkel 's nachts en in de schemering actief zijn.

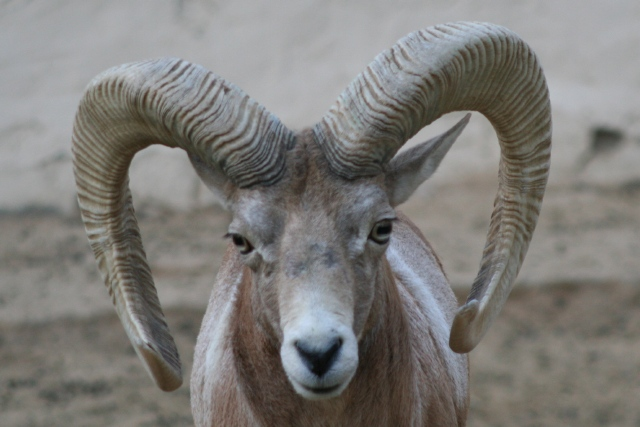
Laristanmoeflon (Ovis gmelinii laristanica)

## Voortplanting
Ooien en lammeren leven in kleine groepjes in duidelijke woongebieden. In de bronst worden ze vergezeld door een ram.
In de bronsttijd, van oktober tot november, vechten de rammen fel om de gunst van de ooien. In april en mei worden de lammeren geboren, meestal één, soms twee per worp. De draagtijd duurt 150 tot 170 dagen. De ooien zijn na anderhalf tot drie jaar geslachtsrijp, de rammen meestal al na één jaar, maar ze komen meestal pas na ongeveer zeven jaar aan de beurt omdat ze eerst een voldoende dominante positie moeten opbouwen.
Moeflons worden maximaal veertien jaar oud.

## Verspreiding
De moeflon komt van nature voor in West-Azië, de populaties in Europa betreffen de Europese moeflon (Ovis aries musimon), een verwilderd primitief schapenras. De moeflon komt voornamelijk voor in Iran, maar wordt ook gevonden in Armenië, Azerbeidzjan en Turkije.